# 마스다 다쓰시
마스다 다쓰시(일본어: 増田 達至, 1988년 4월 23일 ~ )는 일본의 프로 야구 선수이며, 현재 퍼시픽 리그인 사이타마 세이부 라이온스의 소속 선수(투수)이다. 효고현 스모토시 출신이다.

## 인물

### 프로 입단 전
초등학교 4학년 때부터 야구를 시작했다. 원래는 포수와 내야수를 겸하고 있었지만 스모토 시립 유라 중학교 3학년 때 투수로 전향했다. 전 프로 야구 선수인 이나 류야와는 동급생으로 같은 팀원이었다.
고등학교는 스모토시의 사립 학교인 야나기가쿠엔 고등학교로 진학했는데 고시엔 대회 출전 경험은 없지만 최고 성적은 2학년 때인 하계 효고현 대회 4차전에 진출한 것 밖에 없었다. 이후 후쿠이 공업대학에 진학하여(호쿠리쿠 대학 야구 연맹 소속) 4학년 때 춘계 리그에서 10경기 동안 66이닝을 던지며 5승 2패, 평균 자책점 0.55의 성적으로 학교를 우승으로 이끌고 베스트 나인에도 선정되었다. 이후 사회인 야구단인 NTT 서일본에 입단, 구원 투수 역할을 맡았다.
2012년 드래프트 회의에서 사이타마 세이부 라이온스에 1순위 지명(세이부의 본래 1순위였던 히가시하마 나오가 중복 지명으로 인해 후쿠오카 소프트뱅크 호크스가 교섭권 획득)을 받아 입단하였다.

### 프로 입단 후

#### 2013년
이듬해 6월 13일 주니치 드래건스와의 경기(4차전)에서는 연장 11회에 프로 첫 등판했지만 강습 안타와 내야 실책 2개로 1실점(무자책점)하여 패전 투수가 되었다. 이후 6월 30일 홋카이도 닛폰햄 파이터스전에서 3번째 투수로 등판해 1/3이닝을 무실점으로 막으면서 이후 바로 팀이 역전을 거두어 데뷔 첫 승리를 거두었다.

## 플레이 스타일
투구폼은 스리쿼터로 최고 구속이 154 km/h 인 직구와 슬라이더, 커브를 던지며 제구력을 높게 평가받고 있다.

## 상세 정보

### 출신 학교
- 야나기가쿠엔 고등학교
- 후쿠이 공업대학

### 선수 경력
- NTT 서일본
- 사이타마 세이부 라이온스(2013년 ~ )

### 수상·타이틀 경력

#### 타이틀
- 최다 세이브 투수 : 1회(2020년)
- 최우수 중간 계투 : 1회(2015년)

#### 수상
- 최우수 배터리상 : 1회(2019년) ※포수: 모리 도모야

### 개인 기록

#### 첫 기록
- 첫 등판 : 2013년 6월 13일, 대 주니치 드래건스 4차전(세이부 돔), 11회초에 6번째 투수로서 구원 등판, 1이닝 1실점에서 패전 투수(무자책점)
- 첫 탈삼진 : 2013년 6월 15일, 대 요코하마 DeNA 베이스타스 3차전(세이부 돔), 8회초에 아라나미 쇼로부터 헛스윙 삼진
- 첫 홀드 : 2013년 6월 23일, 대 오릭스 버펄로스 9차전(세이부 돔), 10회초에 6번째 투수로서 구원 등판, 1이닝 무실점
- 첫 승리 : 2013년 6월 30일, 대 홋카이도 닛폰햄 파이터스 12차전(삿포로 돔), 7회말 2사에 3번째 투수로서 구원 등판, 1/3이닝 무실점
- 첫 선발 : 2013년 9월 26일, 대 도호쿠 라쿠텐 골든이글스 22차전(세이부 돔), 4와 1/3이닝 동안 1실점에서 승패는 연결되지 않음
- 첫 세이브 : 2015년 9월 8일, 대 오릭스 버펄로스 19차전(세이부 프린스 돔), 9회초 2사에 3번째 투수로서 구원 등판·마무리, 1/3이닝 무실점[3]

#### 기록 달성 경력
- 통산 100세이브 : 2019년 9월 11일, 대 후쿠오카 소프트뱅크 호크스 24차전(메트라이프 돔), 9회초에 3번째 투수로서 구원 등판·마무리, 1이닝 무실점 ※역대 32번째[4]
- 통산 150세이브 : 2022년 5월 1일, 대 오릭스 버펄로스 9차전(교세라 돔 오사카), 9회말에 3번째 투수로서 구원 등판·마무리, 1이닝 무실점 ※역대 18번째[3]
- 통산 100홀드 : 2022년 8월 10일, 대 홋카이도 닛폰햄 파이터스 18차전(삿포로 돔), 11회말에 7번째 투수로서 구원 등판, 1이닝 무실점 ※역대 42번째[5]
- 통산 500경기 등판 : 2022년 9월 8일, 대 오릭스 버펄로스 25차전(베루나 돔), 8회초에 4번째 투수로서 구원 등판, 1이닝 2실점 ※역대 105번째[6]

#### 기타
- 100홀드 100세이브 ※역대 7번째[5][주 1]
- 올스타전 출장 : 2회(2015년, 2019년) ※2022년에도 선출됐으나 코로나19 확진으로 출전 포기[7]

### 등번호
- 14(2013년 ~ )

### 연도별 투수 성적
| 연 도       | 소 속       | 등 판 | 선 발 | 완 투 | 완 봉 | 무 4 구 | 승 리 | 패 전 | 세 이 브 | 홀 드 | 승 률 | 타 자 | 이 닝 | 피 안 타 | 피 홈 런 | 볼 넷 | 고 4 | 몸 맞 | 탈 삼 진 | 폭 투 | 보 크 | 실 점 | 자 책 점 | 평 자 책 | W H I P |
| ----------- | ----------- | ----- | ----- | ----- | ----- | ------- | ----- | ----- | -------- | ----- | ----- | ----- | ----- | -------- | -------- | ----- | ---- | ----- | -------- | ----- | ----- | ----- | -------- | -------- | ------- |
| 2013년      | 세이부      | 42    | 2     | 0     | 0     | 0       | 5     | 3     | 0        | 5     | .625  | 237   | 52.2  | 60       | 3        | 19    | 2    | 1     | 44       | 1     | 0     | 25    | 22       | 3.76     | 1.50    |
| 2014년      | 세이부      | 44    | 0     | 0     | 0     | 0       | 3     | 4     | 0        | 22    | .429  | 181   | 44.2  | 35       | 3        | 13    | 4    | 1     | 37       | 0     | 0     | 14    | 14       | 2.82     | 1.07    |
| 2015년      | 세이부      | 72    | 0     | 0     | 0     | 0       | 2     | 4     | 3        | 40    | .333  | 302   | 74.0  | 64       | 1        | 15    | 2    | 4     | 62       | 2     | 0     | 26    | 25       | 3.04     | 1.07    |
| 2016년      | 세이부      | 53    | 0     | 0     | 0     | 0       | 3     | 5     | 28       | 5     | .375  | 232   | 54.1  | 51       | 1        | 15    | 5    | 2     | 53       | 0     | 0     | 13    | 10       | 1.66     | 1.21    |
| 2017년      | 세이부      | 57    | 0     | 0     | 0     | 0       | 1     | 5     | 28       | 4     | .167  | 220   | 56.1  | 41       | 7        | 13    | 2    | 0     | 58       | 0     | 0     | 17    | 15       | 2.40     | 0.96    |
| 2018년      | 세이부      | 41    | 0     | 0     | 0     | 0       | 2     | 4     | 14       | 2     | .333  | 170   | 38.1  | 44       | 5        | 9     | 2    | 2     | 23       | 1     | 0     | 23    | 22       | 5.17     | 1.38    |
| 2019년      | 세이부      | 65    | 0     | 0     | 0     | 0       | 4     | 1     | 30       | 7     | .800  | 272   | 69.2  | 51       | 5        | 10    | 1    | 0     | 74       | 0     | 0     | 15    | 14       | 1.81     | 0.88    |
| 2020년      | 세이부      | 48    | 0     | 0     | 0     | 0       | 5     | 0     | 33       | 1     | 1.000 | 196   | 49.0  | 41       | 3        | 10    | 1    | 2     | 42       | 0     | 0     | 11    | 11       | 2.02     | 1.04    |
| 2021년      | 세이부      | 33    | 0     | 0     | 0     | 0       | 0     | 3     | 8        | 9     | .000  | 131   | 30.2  | 32       | 4        | 7     | 1    | 1     | 23       | 1     | 0     | 17    | 17       | 4.99     | 1.27    |
| 2022년      | 세이부      | 52    | 0     | 0     | 0     | 0       | 2     | 5     | 31       | 5     | .286  | 200   | 51.1  | 37       | 7        | 10    | 3    | 0     | 34       | 0     | 0     | 14    | 14       | 2.45     | 0.92    |
| 통산 : 10년 | 통산 : 10년 | 507   | 2     | 0     | 0     | 0       | 27    | 34    | 175      | 100   | .443  | 2141  | 521.0 | 456      | 39       | 121   | 23   | 13    | 450      | 5     | 0     | 175   | 164      | 2.83     | 1.11    |

- 2022년 시즌 종료 기준.
- 굵은 글씨는 시즌 최고 성적.

### 연도별 수비 성적
| 연도 | 소속   | 투수  | 투수  | 투수  | 투수  | 투수  | 투수     |
| 연도 | 소속   | 경 기 | 척 살 | 보 살 | 실 책 | 병 살 | 수 비 율 |
| ---- | ------ | ----- | ----- | ----- | ----- | ----- | -------- |
| 2013 | 세이부 | 42    | 1     | 9     | 1     | 1     | .909     |
| 2014 | 세이부 | 44    | 2     | 10    | 0     | 0     | 1.000    |
| 2015 | 세이부 | 72    | 3     | 12    | 1     | 0     | .938     |
| 2016 | 세이부 | 53    | 1     | 5     | 3     | 1     | .667     |
| 2017 | 세이부 | 57    | 2     | 6     | 0     | 0     | 1.000    |
| 2018 | 세이부 | 41    | 4     | 6     | 0     | 0     | 1.000    |
| 2019 | 세이부 | 65    | 3     | 6     | 0     | 0     | 1.000    |
| 2020 | 세이부 | 48    | 1     | 2     | 0     | 0     | 1.000    |
| 2021 | 세이부 | 33    | 1     | 5     | 0     | 0     | 1.000    |
| 2022 | 세이부 | 52    | 5     | 9     | 0     | 0     | 1.000    |
| 통산 | 통산   | 507   | 23    | 70    | 5     | 2     | .949     |

- 2022년 시즌 종료 기준.

### 주해
1. ↑  미일 통산으로 달성한 우에하라 고지를 포함하면 역대 8번째이다.[5]

### 출전
1. ↑  “西武 - 契約更改 - プロ野球”. 닛칸 스포츠. 2022년 12월 1일에 확인함.
2. ↑  広島　外れ１位に１５２キロ右腕、ＮＴＴ西日本・増田 - 스포니치 Sponichi Annex, 2012년 10월 16일 게재
3. 1 2  “【西武】増田達至、通算150セーブ達成の歩み　初セーブは15年９月８日オリックス戦”. 《닛칸 스포츠》. 2022년 5월 2일. 2022년 5월 3일에 확인함.
4. ↑  “西武増田が通算100セーブ 　辻監督も最敬礼「投手なら抑えはやりたくない」”. 《Full-Count》. 2019년 9월 11일. 2022년 5월 3일에 확인함.
5. 1 2 3  “西武・増田達至が史上８人目の１００セーブ＆１００ホールド　延長十一回を三者凡退に抑える”. 《산케이 스포츠》. 2022년 8월 10일. 2022년 8월 11일에 확인함.
6. ↑  “【西武】執念継投で守護神増田達至２点ビハインド８回投入もまさかの２被弾　500試合登板飾れず”. 《닛칸 스포츠》. 2022년 9월 8일. 2022년 9월 8일에 확인함.
7. ↑  “【西武】本田圭佑、球宴初出場「出場するなんて１ミリも思っていなかった」コロナ辞退の増田代役”. 《닛칸 스포츠》. 2022년 7월 22일. 2022년 7월 25일에 확인함.